# عبد اللطيف العيسى

عبد اللطيف بن علي العيسى العائذي هو مؤسس شركة عبد اللطيف العيسى للسيارات - أحد أعضاء الشركة الوطنية العمومية للسيارات  - واحدة من الوكلاء المعتمدين الأربعة لشركة جنرال موتورز  بالمملكة العربية السعودية.

## ولادته
ولد بمنزل العيسى المعروف بحي الرفعة بمدينة الهفوف بالأحساء سنة 1330 هـ الموافق سنة 1912 م.

## حياته
هو من أشهر وأهم رجال الأعمال ووكيل لأشهر شركات السيارات العالمية مثل جنرال موتورز هي شيفروليه وجي إم سي وإيسوزو في المملكة العربية السعودية.وهو من أوائل من أدخل البيع بالتقسيط،  كما سيُسجل له أنه بنى بمفرده إمبراطورية تجارية ضخمة، أما الشيء الذي يفخر به عبد اللطيف العيسى، فهو أنه لم يستثمر ريالاً واحداً خارج وطنه السعودية. وكانت له وجهة نظر حيال الاستثمار في الداخل السعودي، فكان يعتقد جازماً أن هذا البلاد أمينة ولها مستقبل واعد، وكان يُسمّي المملكة بـ الأسد لضخامتها وتنوع مجالات الاستثمار فيها. 
ورغم أن عبد اللطيف العيسى اتخذ من بيروت مصيفاً له منذُ مطلع الخمسينيات الميلادية، إلا أنه كان يعتبر السعودية أفضل البلاد، لتنوع تضاريسها واختلاف درجات الحرارة بين مناطقها، والتنوع الثقافي والاجتماعي فيها، واختلاف العادات والتقاليد بين مناطقها، فقد كان يعتبر هذا التنوع ميزة تُميّز السعودية عن غيرها
اكتفى عبد اللطيف العيسى بما تعلمه في كتاتيب الأحساء، ثم يمّم وجهه إلى الهند بحثاً عن الرزق، فبدأ في استيراد البضائع التي كان يحتاج إليها أهل الأحساء آنذاك، من أقمشة وصوف وتوابل وغيرها، وشيئاً فشيئاً، بدأت تتشكل له تجارة، وأصبح الكثيرون يتطلعون إلى مشاركته، فبدأ يُنوّع في مستورداته وينتقل من نشاطٍ إلى آخر، كما أنه غيّر من وجهته التي اعتاد الذهاب إليها وهي الهند، فسافر إلى الشام ومصر.
في مطلع الأربعينيات الميلادية، غيّر عبد اللطيف العيسى من نشاطاته التجارية فأدخل تجارة الأثاث، وبدأ في استيرادها من الخارج، وفتح له معرضاً في المنطقة الشرقية (الخبر) التي انتقل إليها من الأحساء، وذلك بعد أن بدأت المنطقة الشرقية في الازدهار وبدأ الناس يقصدونها بعد أن حطّت فيها الشركة العملاقة ارامكو لكنّ النشاط الذي يعتقد ابنه عبد الرحمن أنه مثّل نقطة انعطاف في مسيرة والده التجارية، هو شراء الأراضي في الأحساء والمنطقة الشرقية، إذ بدأ عبد اللطيف العيسى في شراء عدد من الأراضي، مستشرفاً مستقبل البلاد، ومعتقداً أن هذه المنطقة ستتطوّر وتنمو، فكلما توافر لديه مبلغ من المال، اشترى به أرضاً وتركها للريح فهو يشتري ولا يبيع ولا يبني عليها، فكانت لديه فلسفة في الأراضي تقوم على التمّلك، دون البيع أو البناء عليها، عُرف عنه قوله إذا أردتْ أن تقضي على أرض فابنْ عليها كان يكره العقار ويحب أن تبقى الأراضي جرداء بيضاء.

## وكالة عبد اللطيف العيسى
إذا كان عبد اللطيف العيسى قد ذهب إلى فلسطين بعد الحرب العالمية الأولى لإجراء عملية في أنفه، فإنه بعد الحرب العالمية الثانية، كان على موعد مع بزوغ نجمه وبروز اسمه في عالم الاقتصاد والمال، إذ بدأت انطلاقته الفعلية حينما بدأ في العمل التجاري في السيارات، حيثُ لم يكن في المنطقة الشرقية من يبيع السيارات ولا سيما أن المنطقة بحاجة ماسة إليها خاصةً بعد ارامكو فبدأ يستورد سيارات جنرال موتورز من الزاهد وكلاء السيارات في المنطقة الغربية، فأصبح موزعاً للزاهد في المنطقة الشرقية، لكنه سرعان ما بدأ في التطور شيئاً فشيئاً، فأصبح مع مطلع الخمسينيات الوكيل العام بالمنطقة الشرقية، وكان يُساعده في إدارة أعماله في المنطقة الشرقية ابنه (إبراهيم) الذي عاد من بيروت، ليقف بجانب والده، فكان بالفعل الساعد الأيمن لأبيه، وفي عام 1966 انخرط في العمل معه ابنه (عبد الرحمن) الذي عاد من أمريكا متخصصاً في الاقتصاد، فانضم ليُدير أعمال والده في مدينة الرياض، حيثُ قام بافتتاح معرض للسيارات في شارع الجامعة في حي الملز، وحصلوا على الوكالة في الرياض عام 1968م بعد أن استقل نهائياً عن الزاهد. وفي عام 1974 حصل على وكالة شيفروليه في الرياض. وتوالت الأعمال بعد ذلك، فحصل عبد اللطيف العيسى على وكالة سيارات بيوك عام 1977 ثم أولدزموبيل عام 1982 ثم سيارات إيسوزو عام 1983، وكانت آخر وكالاته هي وكالة جي إم سي عام 1990 .
يقول عبد الرحمن العيسى (حصلنا على الوكالة في الرياض، وليس في المنطقة الشرقية، وأول وكالة لـ جنرال موتورز هي شيفروليه، وكانت ربما عام 1974 ثم حصلنا على وكالة شركة لوكاس، ثم وكالة بيوك ثم أولدزموبيل، ثم وكالة جي إم سي، وجميعها في الرياض). 
يُعرف عبد الرحمن عبد اللطيف العيسى شركة لوكاس بأنها: شركة بريطانية ضخمة، متخصصة في تصنيع قطع الغيار للسيارات والطائرات وغيرها من المعدات.
رغم تنوع هذه الأعمال فقد ظل عبد اللطيف العيسى يديرُ هذه المجموعة بكل قوةٍ واقتدار، وكان مقره مدينة الخُبر، ويساعده ابنه إبراهيم، وعبد الرحمن في الرياض، إلى أن استقل ابنه عبد الرحمن، وتفرغ لأعماله الخاصة، في عام 1980 فانتقل رجل الأعمال عبد اللطيف العيسى إلى الرياض، ليُباشر ويدير أعماله في الرياض بنفسه.

## تنوع النشاطات
نظراً لتنوع السيارات التي أصبح عبد اللطيف العيسى وكيلاً لها، ظلّ الناس لا يعرفون عن رجل الأعمال عبد اللطيف العيسى إلا أنه وكيل لعدد من وكالات السيارات في الرياض، لكنّ هذا هو النشاط الظاهر، كما يقول ابنه عبد الرحمن، إذ واصل عبد اللطيف العيسى نشاطه في تجارة الأراضي حتى وفاته، ودخل في مجال البنوك، حيثُ أسّس مع عدد من رجالات الأعمال البنك السعودي الهولندي، لكنه خرج بعد ذلك. 
سألتُ ابنه عبد الرحمن عن النشاط الزراعي، سيّما بعد النهضة الزراعية التي شهدتها المملكة في بداية الثمانينيات، قال: (لم يدخل الوالد في أي نشاط زراعي، لكنه دخل في المجال الصناعي، حيثُ أنشأنا مع عدد من رجال الأعمال شركة تصنيع الأنابيب الفخارية الضخمة للمياه، ودخلت معنا ثلاث شركات ألمانية، ولا تزال الآن شركة ناجحة، ويوجد مصنع آخر وهو مصنع السويدي ويسمونه (سيبوركس) وهو معني بطرق معينة لبناء البيوت والعمائر، وهو نظام ناجح، وهذه الشركة، شركة ذات مسؤولية محدودة وليست مساهمة).
كذلك دخل عبد اللطيف العيسى في تجارة الأسواق المركزية، فكان هو مؤسس أول سوبر ماركت مركزي في المنطقة العربية كلها، وذلك في مطلع السبعينيات الميلادية، وصممته وأشرفت عليه شركة (سفن × إيلفن) وهي شركة أمريكية متخصصة في هذا المجال، وعَهدَ عبد اللطيف العيسى إلى زوج ابنته الدكتور فهد البنيان، بإدارة هذه السوق المركزية الضخمة.

## وفاته
توفي بمنزله بحي العليا بالرياض ظهر يوم الاثنين 27 ذي الحجة 1425 هـ الموافق 7 شباط فبراير 2005م.